# Lilí del Mónico
Lilí del Mónico (Suiza, 1910 - Asunción, 7 de febrero de 2002) fue una artista plástica suiza reconocida como un referente de la renovación de las artes visuales del Paraguay dado que fue en este país donde desarrolló la mayor parte de su obra a partir de la década del cincuenta.

## Primeros pasos
Lilí del Mónico  1948 empezó a pintar tomando lecciones de pintura al óleo en Lausana (Suiza) con el profesor David Burnan, y en Asunción con Jaime Bestard.
A comienzo de la década de 1950 realizó su primera exposición individual en el Centro Cultural Paraguayo Americano (CCPA)  y en 1952 participó del Salón Femenino de las Artes Plásticas en el Unión Club, ambas instituciones de la capital de mi pilim

## Trayectoria
El año 1954 fue fundamental para el discurrir posterior de las artes visuales paraguayas. Lilí del Mónico realiza con el Grupo Arte Nuevo la Primera Exposición de Arte Moderno en Asunción, en las vidrieras de los negocios y comercios de la calle Palma, la principal arteria del centro capitalino. 
Ese mismo año, con el grupo conformado por Josefina Plá, José Laterza Parodi y Olga Blinder expone en Buenos Aires en la  Sociedad de Artistas Plásticos Argentinos. 
Esta artista plástica tuvo desde los inicios de su carrera una intensa participación en la vida cultural de Paraguay. En 1960 Tomó parte en varias exposiciones colectivas en Asunción. En 1967
Realizó su segunda muestra individual en la Galería Kennedy. En 1968 obtuvo la Medalla de Oro en la exposición organizada por la Sociedad de Horticultura y Jardinería de Asunción.
Asimismo, en los años 1972, 1974, 1980 organizó exposiciones individuales en el Centro Cultural Paraguayo Americano. En 1975 Participó en la muestra colectiva "La mujer en la plástica paraguaya". En 1976 expuso en la Galería de la Librería Colonial de Punta del Este, Uruguay. En 1980 mostró sus óleos en una exhibición individual en la misma ciudad balnearia uruguaya. En 1988 Lilí del Mónico expuso en la Galería Fábrica y realizó una muestra de pinturas en la Galería Arte-Sanos de Asunción. También le tocó mostrar su obra en su tierra natal. Hasta ella llevó cuadros en los que volcaba su mirada hacia el cuerpo femenino.

## "Coherencia interior"
En el catálogo de presentación de la muestra en Arte-Sanos” su colega del movimiento "Arte Nuevo" y amiga Olga Blinder escribió: "Lilí fue buscando su camino y sus hallazgos no fueron casuales. Siempre es su coherencia interior la fuerza que la guía y, aunque su producción no es constante ni se rige por una línea técnica o temática, la fuerza de su pintura se apoya en su autenticidad, que la hace pintar como habla y actúa en su vida cotidiana. Lilí es así, le guste o no le guste a la gente y, por eso, su pintura trasunta la misa fuerza que siempre la empujó, en todos sus emprendimientos".

## Reflexiones plásticas
Como un ejercicio de reflexión sobre su obra y el camino andado por el grupo "Arte Nuevo", Lilí del Mónico escribió el libro "Entre pinceles y cañaverales" este material fue editado en Asunción en 1990 y traducido luego al italiano.
Lilí del Mónico también tuvo otra faceta poca conocida; la de industrial. Estuvo al frente del Ingenio Azucarero “Censi y Pirota S. A.”, en Benjamín Aceval Chaco Paraguayo. Se la recuerda como la primera mujer industrial del Paraguay. 
Esta artista falleció en Benjamín Aceval el 7 de febrero de 2002 a los 92 años.

## Colecciones
Las obras de Lilí del Mónico se encuentran en la colección del  Museo Paraguayo de Arte Contemporáneo  de Asunción y en colecciones privadas de Paraguay, Argentina, Uruguay, Estados Unidos, Venezuela, España y Suiza.